# Exploración de la Luna

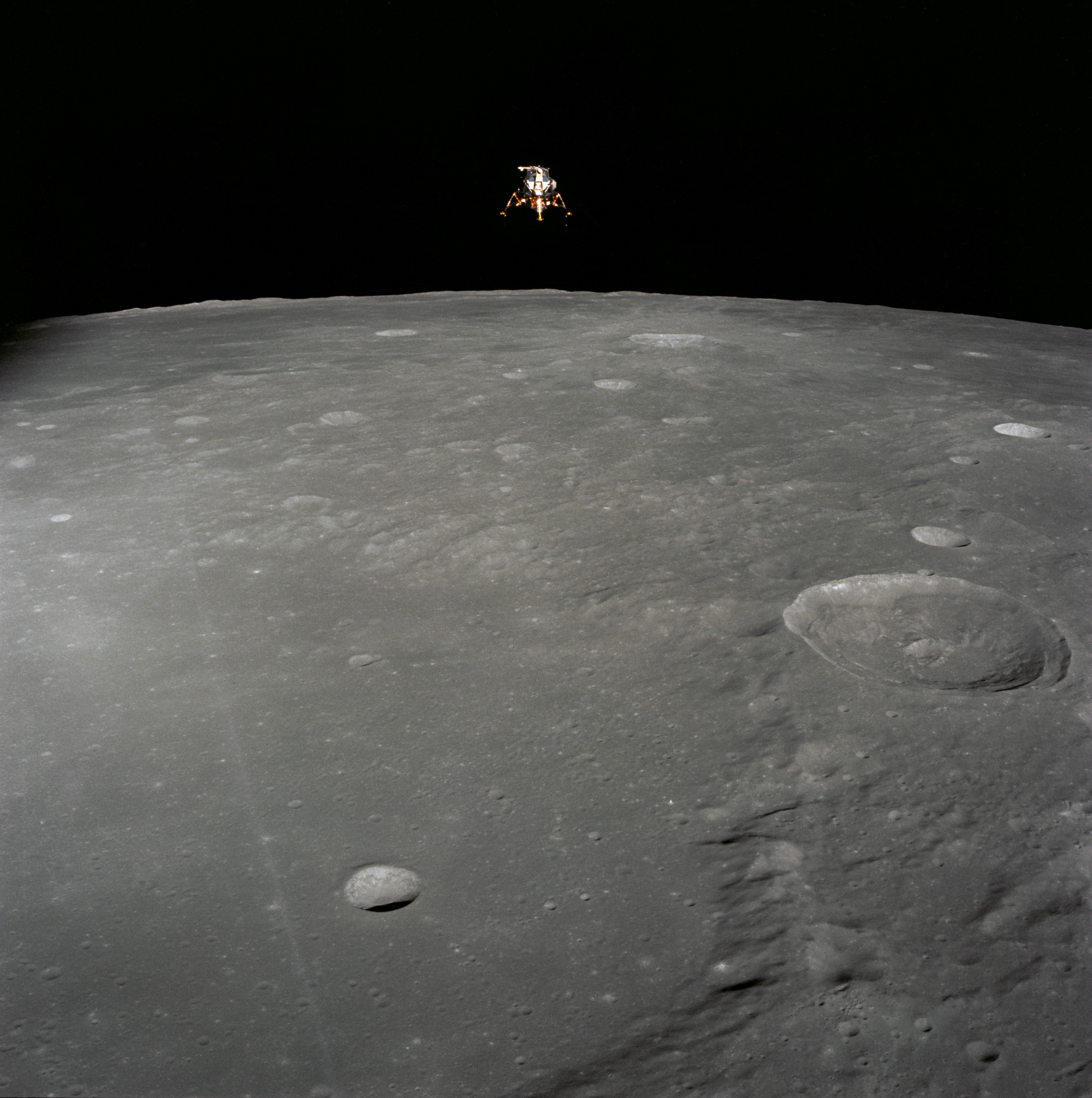
El módulo lunar Intrepid del Apolo 12 se prepara para descender hacia la superficie de la Luna. Foto de la NASA por Richard F. Gordon Jr.

La exploración espacial de la Luna comenzó cuando Luna 2, una sonda espacial lanzada por la Unión Soviética, impactó en la superficie de la Luna el 14 de septiembre de 1959. Hasta entonces, el único medio de exploración disponible era la observación desde la Tierra. La invención del telescopio óptico supuso el primer salto de calidad en las observaciones lunares. Galileo Galilei es generalmente reconocido como la primera persona que utilizó un telescopio con fines astronómicos; habiendo fabricado su propio telescopio en 1609, las montañas y cráteres de la superficie lunar fueron algunas de sus primeras observaciones con él.
El programa Apolo de la NASA fue el único que consiguió hacer aterrizar seres humanos en la Luna, lo que hizo en seis ocasiones. El primer aterrizaje tuvo lugar en 1969, cuando dos astronautas del Apolo 11 colocaron instrumentos científicos y devolvieron muestras lunares a la Tierra, algunos de estos aparatos aún se encuentran en la luna y se prueba con ello que el alunizaje de 1969 fue un hecho real lejos de cualquier teoría de conspiración o postulados sin ninguna fundamentación científica.
El primer aterrizaje no tripulado en la cara oculta de la Luna lo realizó la nave china Chang'e 4 a principios de 2019, que desplegó con éxito el rover lunar Yutu-2.

## Antecedentes
El antiguo filósofo griego Anaxágoras (m. 428 a. C.) razonó que el Sol y la Luna eran rocas esféricas gigantes y que la segunda reflejaba la luz del primero. Su visión no religiosa de los cielos fue una de las causas de su encarcelamiento y posterior exilio. En su libro Sobre el rostro en el orbe de la Luna, Plutarco sugirió que la Luna tenía profundos recovecos a los que no llegaba la luz del Sol y que las manchas no son más que las sombras de los ríos o abismos profundos. También contempló la posibilidad de que la Luna estuviera habitada. Aristarco dio un paso más y calculó la distancia a la Tierra, junto con su tamaño, obteniendo un valor de 20 veces el radio de la Tierra para la distancia (el valor real es 60; el radio de la Tierra se conocía aproximadamente desde Eratóstenes).
Aunque los chinos de la dinastía Han (202 a. C.-202 d. C.) creían que la Luna era una energía equiparable al qì, su teoría de la «influencia radiante» reconocía que la luz de la Luna no era más que un reflejo del Sol (mencionado anteriormente por Anaxágoras). Esto fue apoyado por pensadores de la corriente principal, como Jing Fang, que señaló la esfericidad de la Luna. Shen Kuo (1031-1095), de la dinastía Song (960-1279), creó una alegoría en la que equiparaba el creciente y el menguante de la Luna con una bola redonda de plata reflectante que, al ser rociada con polvo blanco y vista de lado, parecería una media luna.
Hacia el año 499, el astrónomo indio Aryabhata mencionó en su Aryabhatiya que la luz solar reflejada es la que hace brillar a la Luna.
Habash al-Hasib al-Marwazi, un astrónomo persa, realizó varias observaciones en el observatorio Al-Shammisiyyah de Bagdad entre 825 y 835 d. C. A partir de estas observaciones, estimó el diámetro de la Luna en 3037 km (equivalente a 1519 km de radio) y su distancia a la Tierra en 346 345 km. En el siglo XI, el físico islámico Alhacén investigó la luz de la Luna mediante una serie de experimentos y observaciones, concluyendo que era una combinación de la luz propia de la Luna y la capacidad de ésta para absorber y emitir luz solar.
En la Edad Media, antes de la invención del telescopio, un número creciente de personas empezó a reconocer que la Luna era una esfera, aunque muchos creían que era «perfectamente lisa». En 1609, Galileo Galilei dibujó uno de los primeros dibujos telescópicos de la Luna en su libro Sidereus nuncius y observó que no era lisa, sino que tenía montañas y cráteres. Más tarde, en el siglo XVII, Giovanni Battista Riccioli y Francesco Maria Grimaldi dibujaron un mapa de la Luna y dieron a muchos cráteres los nombres que todavía tienen hoy. En los mapas, las partes oscuras de la superficie de la Luna se llamaban maria (singular mare) o mares, y las partes claras se llamaban terrae o continentes.
Thomas Harriot, al igual que Galilei, dibujó la primera representación telescópica de la Luna y la observó durante varios años. Sus dibujos, sin embargo, permanecieron inéditos. El primer mapa de la Luna fue realizado por el cosmógrafo y astrónomo belga Michael Florent van Langren en 1645. Dos años después, Johannes Hevelius publicó un trabajo mucho más influyente. En 1647 Hevelius publicó la Selenographia, el primer tratado enteramente dedicado a la Luna. La nomenclatura de Hevelius, aunque se utilizó en los países protestantes hasta el siglo XVII, fue sustituida por el sistema publicado en 1651 por el astrónomo jesuita Giovanni Battista Riccioli, que dio a las grandes manchas a simple vista el nombre de mares y a las manchas telescópicas (ahora llamadas cráteres) el de filósofos y astrónomos.
En 1753, el jesuita y astrónomo croata Ruđer Bošković descubrió la ausencia de atmósfera en la Luna. En 1824, Franz von Gruithuisen explicó la formación de cráteres como resultado de la caída de meteoritos.
La posibilidad de que la Luna contenga vegetación y esté habitada por selenitas fue considerada seriamente por los principales astrónomos incluso en las primeras décadas del siglo XIX. En 1834-1836, Wilhelm Beer y Johann Heinrich Mädler publicaron su Mappa Selenographica, en cuatro volúmenes, y el libro Der Mond, en 1837, que establecía firmemente la conclusión de que la Luna no tiene masas de agua ni atmósfera apreciable.

## Era espacial

### Guerra fría
La «carrera espacial» y la «carrera lunar» entre la Unión Soviética y los Estados Unidos, inspiradas por la Guerra Fría, se aceleraron centrándose en la Luna. Esto incluyó muchas primicias científicas importantes, como las primeras fotografías de la cara oculta de la Luna, en 1959, por parte de la Unión Soviética, y culminó con el aterrizaje de los primeros humanos en la Luna en 1969, por parte de los Estados Unidos, ampliamente considerado en todo el mundo como uno de los acontecimientos fundamentales del siglo XX, y de hecho de la historia de la humanidad en general.

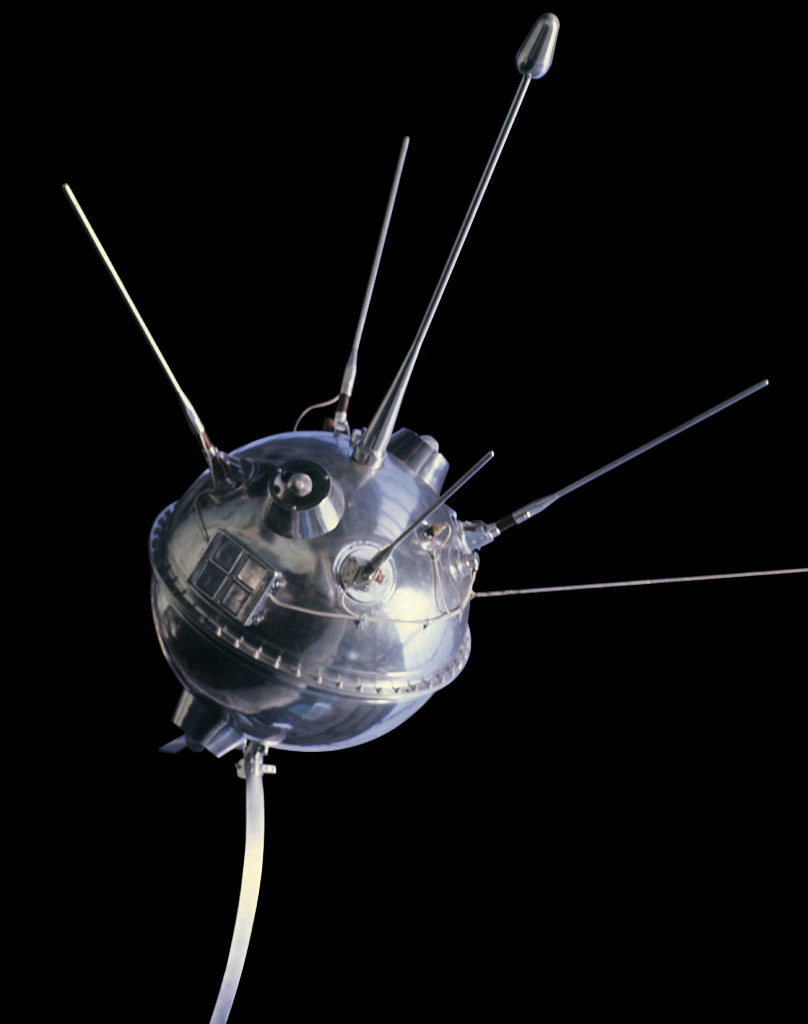
Réplica de museo del Luna 1 y Luna 2.

El primer objeto artificial que sobrevoló la Luna fue la sonda soviética Luna 1, sin tripulación, el 4 de enero de 1959, y fue la primera sonda que alcanzó una órbita heliocéntrica alrededor del Sol. Pocos sabían que la Luna 1 fue diseñada para impactar en la superficie de la Luna.

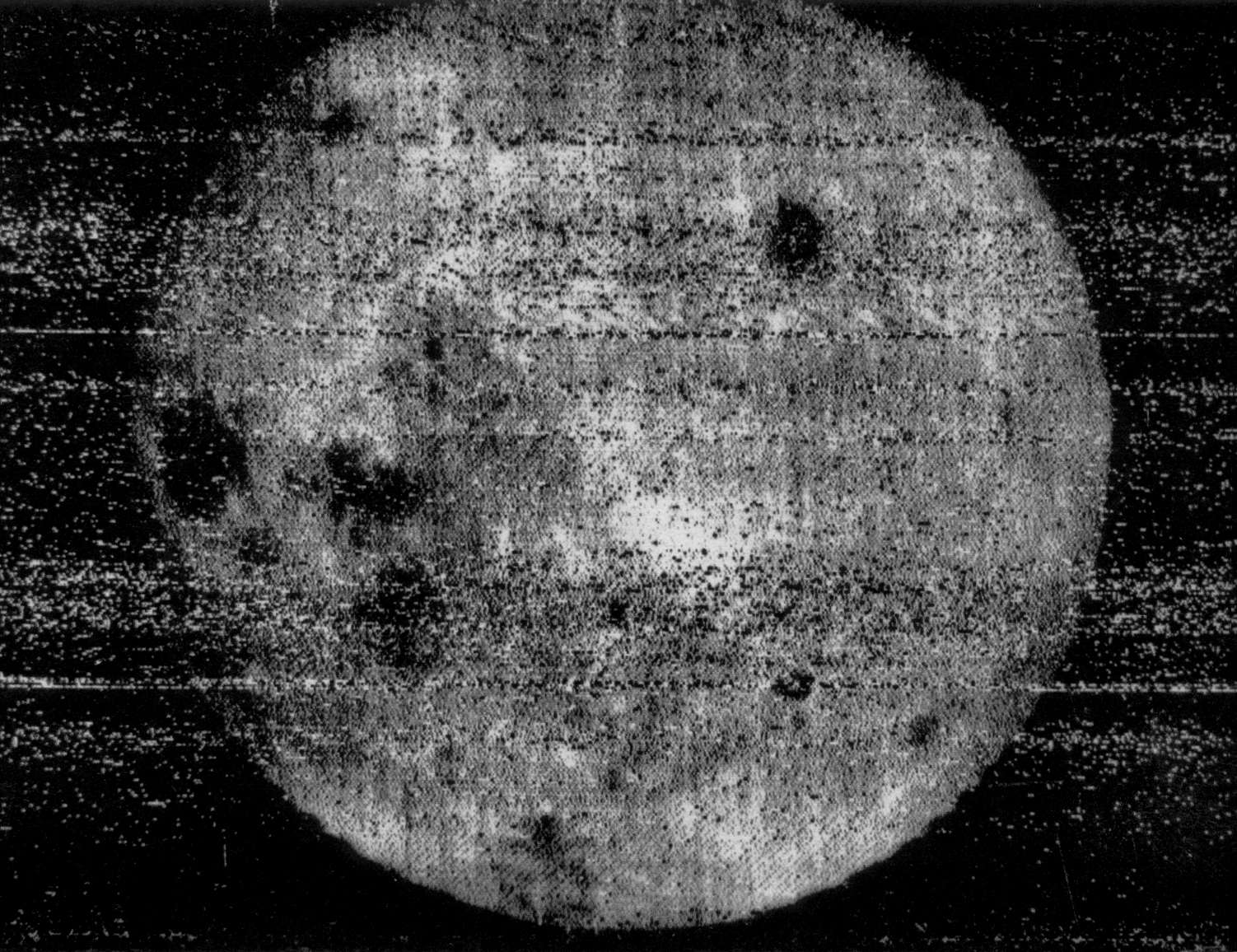
La primera imagen de otro astro desde el espacio y de la cara oculta de la Luna, fotografiada por Luna 3 en 1959.

La primera sonda que impactó en la superficie de la Luna fue la sonda soviética Luna 2, que realizó un aterrizaje forzoso el 14 de septiembre de 1959, a las 21:02:24 UTC. La cara oculta de la Luna fue fotografiada por primera vez el 7 de octubre de 1959 por la sonda soviética Luna 3. Aunque imprecisas para los estándares actuales, las fotos mostraban que la cara oculta de la Luna carecía casi por completo de maria.
La primera sonda estadounidense que sobrevoló la Luna fue la Pioneer 4, el 4 de marzo de 1959, poco después de la Luna 1. Pero fue el único éxito de las 8 sondas americanas que intentaron lanzarse por primera vez a la Luna.
Pasarían 3 años más y seis misiones del programa Ranger fallidas hasta que la Ranger 7 devolviera fotos de cerca de la superficie lunar antes de impactar con ella en julio de 1964. Una serie de problemas con los vehículos de lanzamiento, el equipo de tierra y la electrónica de las naves espaciales plagaron el programa Ranger y las primeras misiones de sondeo en general. Estas lecciones sirvieron para el Mariner 2, la única sonda espacial estadounidense que tuvo éxito tras el famoso discurso de Kennedy ante el Congreso y antes de su muerte en noviembre de 1963. Los índices de éxito de Estados Unidos mejoraron mucho a partir del Ranger 7.
En 1966, la URSS realizó los primeros aterrizajes suaves y tomó las primeras fotografías de la superficie lunar durante las misiones Luna 9 y Luna 13.
Estados Unidos siguió a Ranger con el programa Surveyor, que envió siete naves espaciales robóticas a la superficie de la Luna. Cinco de las siete naves aterrizaron con éxito, investigando si el regolito (polvo) era lo suficientemente superficial como para que los astronautas pudieran estar en la Luna.

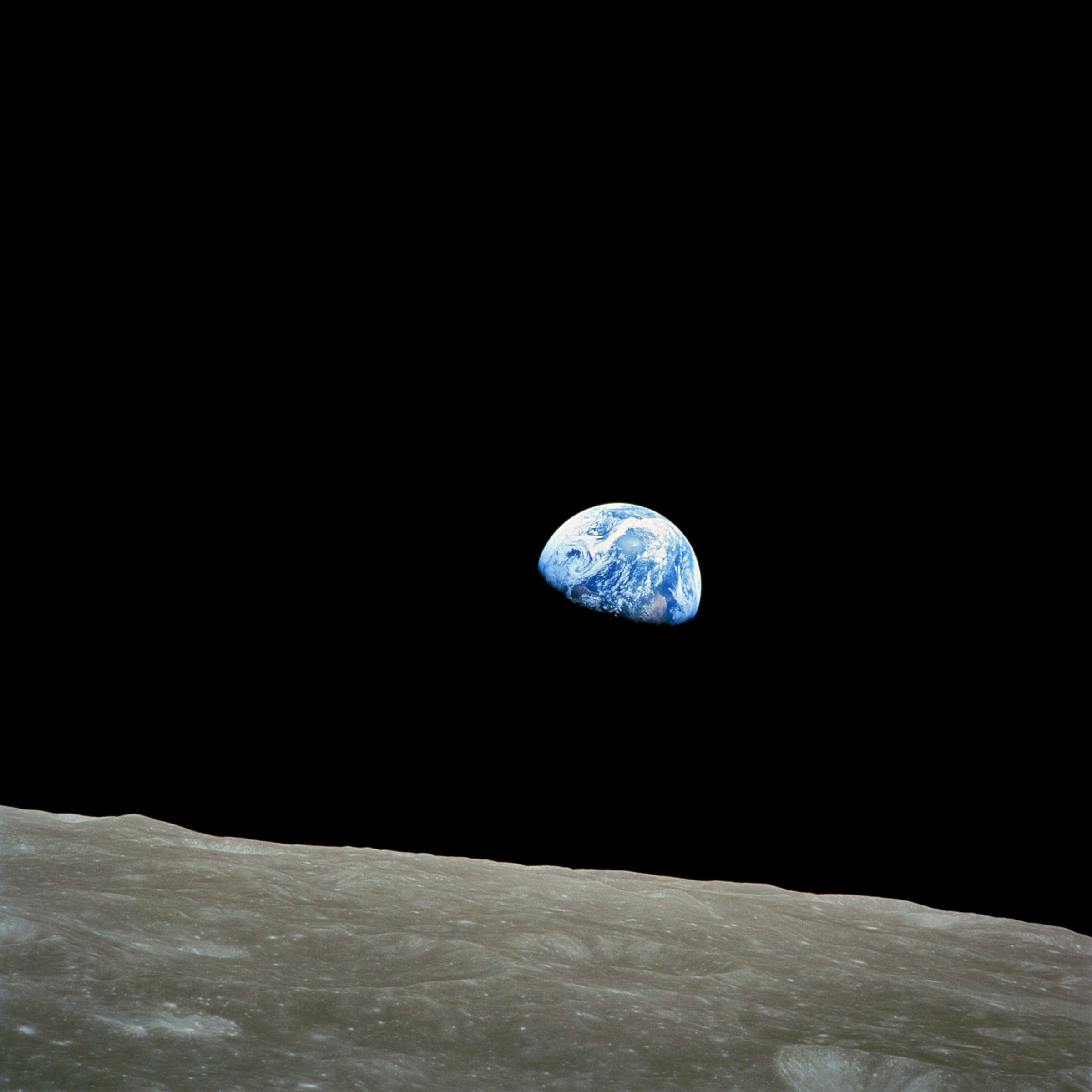
Salida de la Tierra, tomada por William Anders del Apolo 8 en diciembre de 1968.

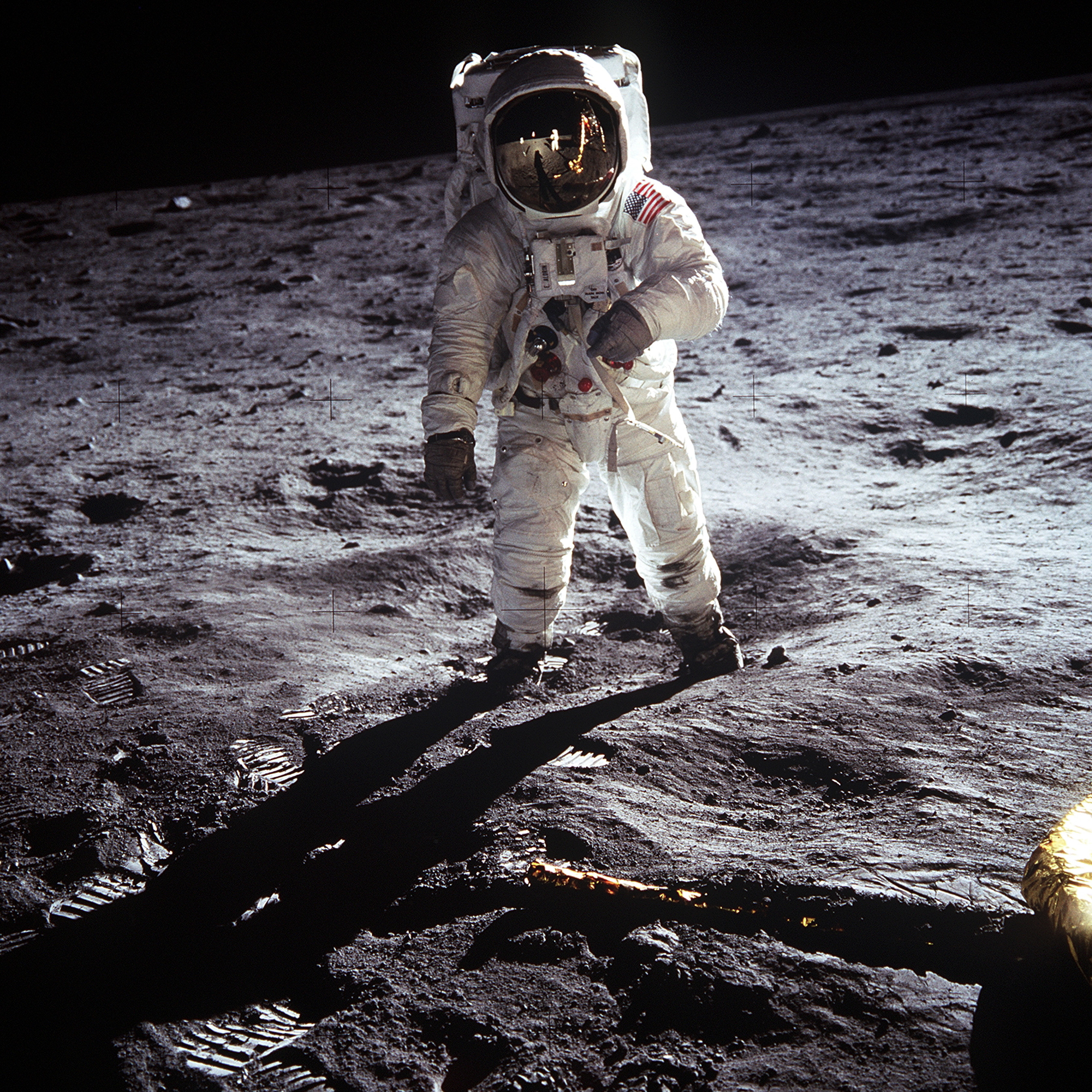
Buzz Aldrin, segundo ser humano en pisar la Luna en la misión Apolo 11.

El 24 de diciembre de 1968, la tripulación del Apolo 8, Frank Borman, James Lovell y William Anders, se convirtieron en los primeros seres humanos en entrar en la órbita lunar y ver la cara oculta de la Luna en persona. Los humanos aterrizaron por primera vez en la Luna el 20 de julio de 1969. El primer humano que caminó sobre la superficie lunar fue Neil Armstrong, comandante de la misión estadounidense Apolo 11.
El primer robot lunar que aterrizó en la Luna fue la nave soviética Lunojod 1 el 17 de noviembre de 1970, dentro del programa Lunojod. Hasta la fecha, el último ser humano en pisar la Luna fue Eugene Cernan, quien, como parte de la misión Apolo 17, caminó por la Luna en diciembre de 1972.
Las muestras de roca lunar fueron traídas a la Tierra por tres misiones Luna (Luna 16, 20 y 24) y las misiones Apolo 11 a 17 (excepto Apolo 13, que abortó su alunizaje previsto). Luna 24, en 1976, fue la última misión lunar de la Unión Soviética o de Estados Unidos hasta Clementine, en 1994. La atención se centró en sondas a otros planetas, estaciones espaciales y el programa de transbordadores.
Antes de la carrera a la Luna, Estados Unidos tenía proyectos previos de bases lunares científicas y militares: el Proyecto Lunex y el Proyecto Horizon. Además de los alunizajes tripulados, los programas lunares soviéticos abandonados incluían la construcción de una base lunar polivalente «Zvezda», el primer proyecto detallado, con maquetas desarrolladas de vehículos de expedición y módulos de superficie.

### Después de 1990
En 1990, Japón visitó la Luna con la nave Hiten, convirtiéndose en el tercer país en poner un objeto en órbita alrededor de la Luna. La nave lanzó la sonda Hagoromo a la órbita lunar, pero el transmisor falló, lo que impidió que se siguiera utilizando la nave con fines científicos. En septiembre de 2007, Japón lanzó la nave espacial SELENE, con los objetivos de «obtener datos científicos del origen y la evolución lunar y desarrollar la tecnología para la futura exploración lunar», según el sitio web oficial de la JAXA.
La Agencia Espacial Europea lanzó una pequeña sonda orbital lunar de bajo coste llamada SMART 1 el 27 de septiembre de 2003. El objetivo principal de SMART 1 era tomar imágenes tridimensionales de rayos X e infrarrojos de la superficie lunar. SMART 1 entró en órbita lunar el 15 de noviembre de 2004 y continuó realizando observaciones hasta el 3 de septiembre de 2006, cuando se estrelló intencionadamente contra la superficie lunar para estudiar el penacho de impacto.

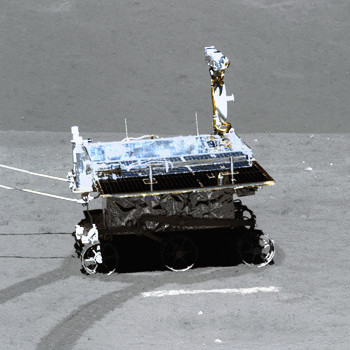
Yutu 2, primer vehículo lunar en aterrizar en la cara oculta de la Luna.

China ha puesto en marcha el Programa Chino de Exploración Lunar para explorar la Luna y está investigando la perspectiva de la minería lunar, concretamente buscando el isótopo helio-3 para utilizarlo como fuente de energía en la Tierra. China lanzó el orbitador lunar robótico Chang'e 1 el 24 de octubre de 2007. Originalmente prevista para una misión de un año, la misión Chang'e 1 tuvo mucho éxito y acabó siendo prorrogada por otros cuatro meses. El 1 de marzo de 2009, Chang'e 1 se impactó intencionadamente en la superficie lunar completando la misión de 16 meses. El 1 de octubre de 2010, China lanzó el orbitador lunar Chang'e 2. China aterrizó el rover Chang'e 3 en la Luna el 14 de diciembre de 2013, convirtiéndose en el tercer país en hacerlo. Chang'e 3 es la primera nave espacial que aterriza suavemente en la superficie lunar desde Luna 24 en 1976. Dado que la misión Chang'e 3 fue un éxito, el aterrizador de reserva Chang'e 4 fue reutilizado para los nuevos objetivos de la misión. China lanzó el 7 de diciembre de 2018 la misión Chang'e 4 al lado lejano de la Luna. El 3 de enero de 2019, Chang'e 4 aterrizó en la cara oculta de la Luna. Chang'e 4 desplegó el rover lunar Yutu-2, que posteriormente se convirtió en el actual poseedor del récord de distancia de viaje por la superficie lunar. Entre otros descubrimientos, Yutu-2 descubrió que el polvo en algunos lugares de la cara oculta de la Luna tiene hasta 12 metros de profundidad.

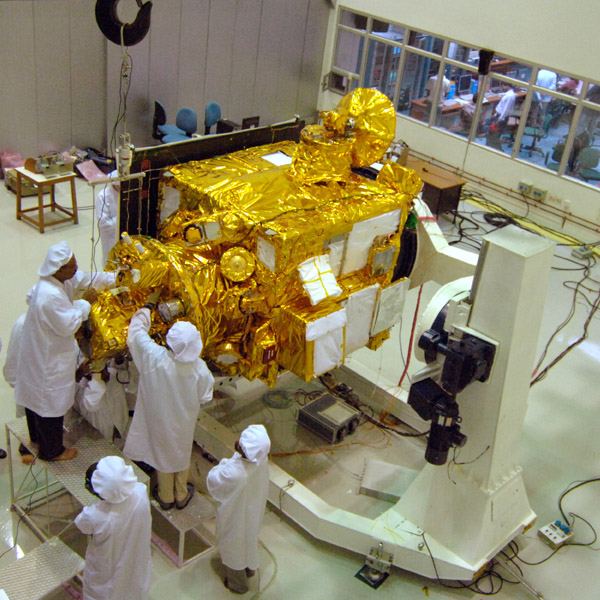
Chandrayaan-1 siendo ensamblada para su despegue el 22 de octubre de 2008.

La agencia espacial nacional de la India, la ISRO, lanzó Chandrayaan-1, un orbitador lunar sin tripulación, el 22 de octubre de 2008. La sonda lunar debía orbitar la Luna durante dos años, con los objetivos científicos de preparar un atlas tridimensional de la cara cercana y lejana de la Luna y realizar una cartografía química y mineralógica de la superficie lunar. El orbitador soltó la Sonda de Impacto Lunar que impactó en la Luna a las 15:04 GMT del 14 de noviembre de 2008, convirtiendo a la India en el cuarto país en alcanzar la superficie lunar. Uno de los muchos logros de Chandrayaan fue el descubrimiento de la presencia generalizada de moléculas de agua en el suelo lunar. A esta misión le siguió Chandrayaan-2, que se lanzó el 22 de julio de 2019 y entró en la órbita lunar el 20 de agosto de 2019. Chandrayaan-2 también llevaba el primer módulo de aterrizaje y rover de la India, pero estos se estrellaron.
La Organización de Defensa de Misiles Balísticos y la NASA lanzaron la misión Clementine en 1994, y Lunar Prospector en 1998. La NASA lanzó el Orbitador de Reconocimiento Lunar, el 18 de junio de 2009, que ha recogido imágenes de la superficie de la Luna. También llevó el Satélite de Observación y Detección de Cráteres Lunares (LCROSS), que investigó la posible existencia de agua en el cráter Cabeus. GRAIL es otra misión, lanzada en 2011.
La primera misión comercial a la Luna fue realizada por la Manfred Memorial Moon Mission (4M), dirigida por LuxSpace, una filial de la empresa alemana OHB AG. La misión se lanzó el 23 de octubre de 2014 con la nave espacial de prueba china Chang'e 5-T1, acoplada a la etapa superior de un cohete Long March 3C/G2. La nave 4M realizó un sobrevuelo de la Luna en una noche del 28 de octubre de 2014, tras lo cual entró en una órbita terrestre elíptica, superando en cuatro veces su vida útil diseñada.
El módulo de aterrizaje Beresheet, operado por Israel Aerospace Industries y SpaceIL, impactó en la Luna el 11 de abril de 2019 tras un intento fallido de aterrizaje.

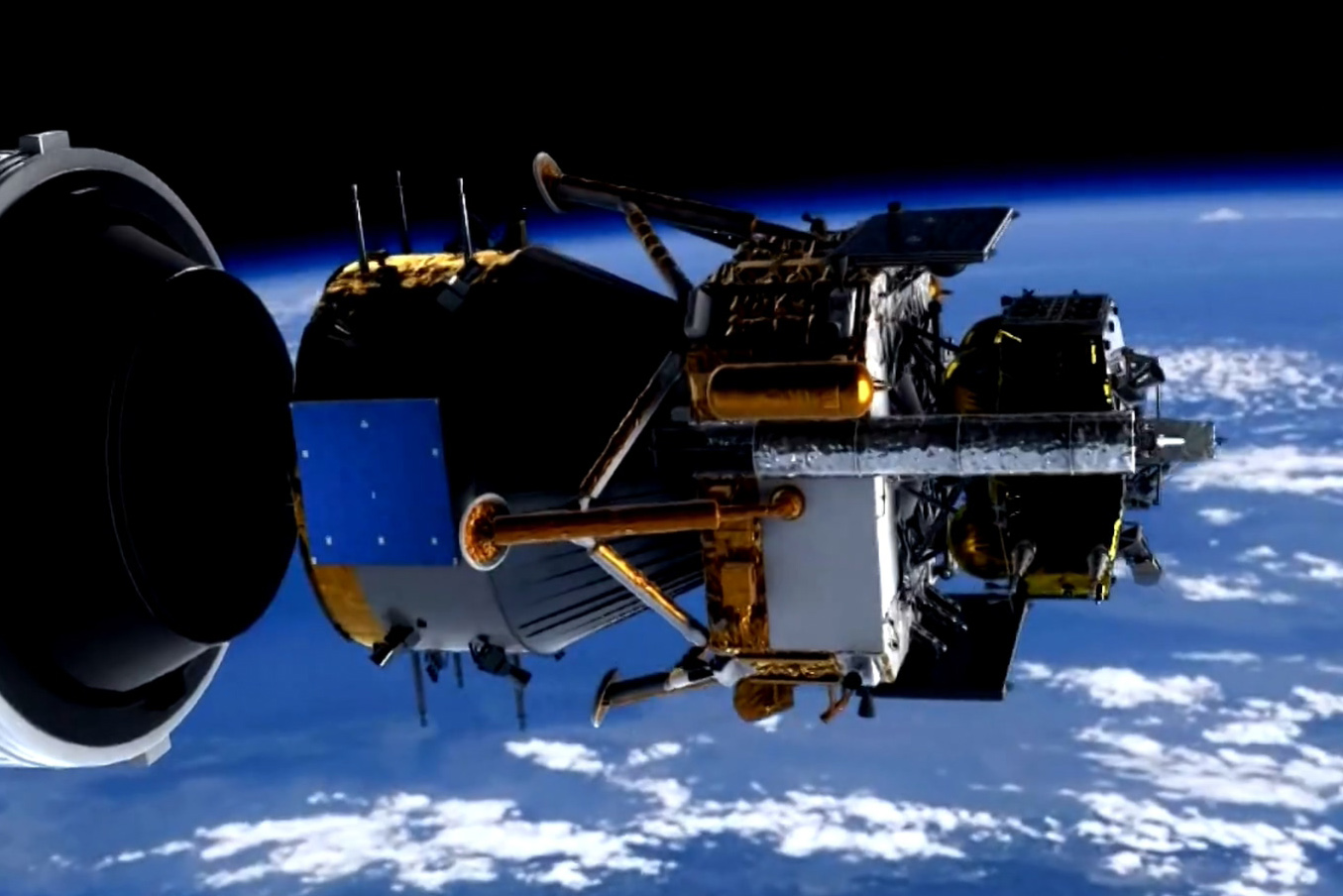
Ensamblaje del Chang'e 5, primera sonda en traer muestras lunares a la Tierra desde 1972.

China planeó llevar a cabo una misión de retorno de muestras con su nave espacial Chang'e 5 en 2017, pero esa misión se pospuso debido al fallo del vehículo de lanzamiento Long March 5. Sin embargo, después de que el cohete Long March 5 volviera a volar con éxito a finales de diciembre de 2019, China fijó su misión de retorno de muestras de Chang'e 5 para finales de 2020. China completó esta misión el 16 de diciembre de 2020 con el retorno de aproximadamente 2 kilogramos de muestra lunar.
En 2022 Corea del Sur, dentro de la primera fase de su programa de exploración lunar, lanzó el Korea Pathfinder Lunar Orbiter (KPLO), llamado oficialmente Danuri, un orbitador lunar cuyos objetivos son el desarrollo de tecnologías para la exploración lunar; identificar posibles sitios de alunizaje para futuras misiones; e inspeccionar recursos lunares como hielo de agua, uranio, helio-3, silicio y aluminio. La sonda fue lanzada el 4 de agosto para entrar en órbita lunar el 16 de diciembre de 2022.
El módulo Nova-C Odiseo   de la empresa Intuitive Machines realizó el 22 de febrero del 2024, en la misión IM-1, el primer alunizaje  de un vehículo espacial de EE. UU. en más de 50 años, desde el Apollo 17 en 1972, finalizando así un misión desde la tierra. Es el primer alunizaje suave realizado por una empresa privada, después de una serie de intentos fallidos anteriores de empresas como Astrobotic Technology en enero de 2024.